# Dumitru Bughici
Dumitru Bughici (n. 14 noiembrie 1921, Iași - d. 10 iunie 2008, Ierusalim)  a fost un compozitor și pedagog originar din România.

## Biografie
Dumitru Bughici s-a născut la Iași sub numele Iosif Bughici, într-o familie de violoniști evrei. Atât tatăl, Avram David Bughici, cât și bunicul compozitorului, au cântat și condus vestite formații lăutărești (klezmer) din Iași (alături de cele ale familiei Segal , Weiss ș.a)
Dumitru Bughici început să studieze muzica la Conservatorul din Iași (1935-1938, armonia cu Alexandru Zirra, arta dirijatului cu Antonin Ciolan și pianul cu Radu Constantinescu).
În timpul războiului al II-lea mondial și a regimului Antonescu, o bună parte a familiei a reușit să supraviețuiască pogromului din 1941 împotriva evreilor din Iași, datorită unui ofițer de poliție, care recunoscând la chestură în Avram Bughici pe lăutarul care a cântat la nunta sa, l-a trimis acasă, sfătuindu-l să rămână ascuns împreună cu ai săi, vreme de 17 zile. Avram Bughici, soția și cei trei copii ai săi, s-au pitit într-un ascunziș pe care Avram Bughici, prevăzând zilele rele, îl amenajase ceva mai dinainte în curtea casei..Alți membri ai familiei, între care bunicul din partea mamei al lui Dumitru Bughici, au pierit în pogrom.
După război, Dumitru și-a continuat  studiile la Conservatorul “Rimski-Korsakov” din Leningrad (1950-55), unde a studiat cu Alfred Schnittke, Alexander Dmitriev și Boris Arapov.
Din 1955 a început să predea forme muzicale în cadrul Conservatorului din Bucuresti, azi Universitatea Națională de Muzică.
A scris câteva lucrări teoretice, precum Suita și sonata (București: 1965), carte ce a primit Premiul Academiei Române, sau Dicționarul de forme și genuri muzicale (tipărit la București: în 1978), distins cu Premiul UCMR.
În 1985 a emigrat în Israel, unde a lucrat ca profesor și compozitor.
A compus balete, muzică simfonică cu tendințe programatice, de cameră și corală.
Dumitru Bughici a fost căsătorit cu Rodica Peretz, și li s-a născut o fiică.

## Distincții
- Ordinul Muncii clasa a III-a (12 august 1959) „pentru activitate rodnică în dezvoltarea științei și culturii din Republica Populară Romînă”[8]
- Ordinul Meritul Cultural clasa a III-a (20 aprilie 1971) „pentru merite deosebite în opera de construire a socialismului, cu prilejul aniversării a 50 de ani de la constituirea Partidului Comunist Român”[9]

## Compoziții
Simfonii
- Simfonia Nr. 1, Op. 20 "Symphonie-Poem (1961),
- Simfonia Nr. 2, Op. 28 "Simfonia Coregrafică" (1964, rev. 1967),
- Simfonia Nr. 3, Op. 30, No. 1 "Ecouri de Jazz" (1966),
- Simfonia Nr. 4 (1972),
- Simfonia Nr. 5 (1977),
- Simfonia Nr. 6, Op. 52,"Simfonia Bucegilor" (1978–9),
- Simfonia Nr. 7, Op. 61 "Symphony-Ballet" (1983),
- Simfonia Nr. 8, Op. 63 "In Memoriam" (Lyric-Dramatic Symphony" (1984),
- Simfonia Nr. 9, Op. 65 "Simfonia Romantica" (1985),
- Simfonia Nr. 10, Op. 66 "Aspirations" (1985) and
- Simfonia Nr. 11 "Symphony of Gratitude" (1987–90).

Sinfoniette
- Sinfonietta Tinereții, Op. 13 (1958),
- Sinfonietta (1962),
- Sinfonietta da Camera, Op. 38 (1969),
- Sinfonietta pentru coarde, Op. 53 (1979),
- Simfonia. Concertante No.1 for String Quartet and Orchestra, Op..55 (1979–80)
- Simfonia. Concertante No. 2, Op. 58 (1980–1).
- Dialogurile dramatice pentru flaut și orchestră de coarde

## Scrieri
- Formele și genurile muzicale, Editura muzicală, București, 1962
- (cu Diamandi Gheciu) Formele muzicale vocale
- Suita și sonata, Editura Muzicală a Uniunii Compozitorilor din Republica Socialistă România, 1965
- Dicționar de forme și genuri muzicale, Editura Muzicală a Uniunii Compozitorilor, București, 1974 (ediția I), 1978 (ediția a II-a)
- Repere arhitectonice în creația muzicală românească contemporană, Editura Muzicală, 1982